# Havsfrun Investment
Havsfrun Investment AB är ett svenskt börsnoterat investmentbolag i Stockholm.
Havsfrun Investment AB har sina rötter i Fastighets AB Havsfrun, som ägdes av försäkringsbolaget Wasa. Detta övertogs av Stockbox Holdings AB 1994 och namnändrades till AB Havsfrun 1998 och senare till Havsfrun Investment AB. 
Havsfrun Investment AB har en globalt diversifierad investeringsportfölj med inriktning mot hedgefondmarknaden. Aktieportföljens substansvärde var i december 2020 155 miljoner kronor.
Havsfrun Investments aktie noteras på Stockholmsbörsen sedan 1994.